# Radicofani
Radicofani là một comune in the tỉnh Siena trong vùng Toscana, located in the natural park of Valdorcia about 110 km về phía đông nam của Florence và khoảng 60 km về phía đông nam của Siena. Tại thời điểm ngày 31 tháng 12 năm 2004, đô thị này có dân số 1.220 người và diện tích là 118,3 km².
Radicofani giáp các đô thị: Abbadia San Salvatore, Castiglione d'Orcia, Pienza, San Casciano dei Bagni, Sarteano.